# Atoni
Il popolo Atoni (noto anche come Atoin Meto, Atoin Pah Meto o Dawan) è un gruppo etnico a Timor, nel Timor occidentale indonesiano e nell'enclave timorese orientale di Oecussi-Ambeno. Sono circa 844.030. La loro lingua è l'Uab Meto.
Gli Atoni vivono in villaggi composti da 50 a 60 persone, ogni villaggio è circondato da recinti di pietra o arbusti, con campi e gabbie per il bestiame alla periferia. Le case di solito formano un agglomerato circolare, oppure sono allineate lungo una strada.